# ITF Templeton
Das ITF Templeton ist ein Tennisturnier der ITF Women’s World Tennis Tour, das in Templeton, Kalifornien, ausgetragen wird. Veranstaltungsort des Turniers ist die Templeton Tennis Ranch.

## Geschichte
Offizielle Namen der Turniere bis heute:
- 2017–: Central Coast Pro Tennis Open

## Siegerliste

### Einzel
| Jahr | Kategorie | Siegerin        | Finalgegnerin    | Ergebnis      |
| ---- | --------- | --------------- | ---------------- | ------------- |
| 2017 | $60.000   | Sachia Vickery  | Jamie Loeb       | 6:1, 6:2      |
| 2018 | $60.000   | Asia Muhammad   | dd               | 2:6, 6:4, 6:3 |
| 2019 | W60       | Shelby Rogers   | Coco Vandeweghe  | 4:6, 6:2, 6:3 |
| 2022 | W60       | Madison Brengle | Robin Montgomery | 4:6, 6:4, 6:2 |
| 2023 | W60       |                 |                  | demnächst     |

### Doppel
| Jahr | Kategorie | Siegerinnen                      | Finalgegnerinnen                 | Ergebnis          |
| ---- | --------- | -------------------------------- | -------------------------------- | ----------------- |
| 2017 | $60.000   | Kaitlyn Christian Giuliana Olmos | Viktorija Golubic Amra Sadiković | 7:5, 6:3          |
| 2018 | $60.000   | Asia Muhammad Maria Sanchez      | Quinn Gleason Luisa Stefani      | 6:74, 6:2, [10:8] |
| 2019 | W60       | Vladica Babić Caitlin Whoriskey  | Gabriela Talabă Marcela Zacarías | 6:4, 6:2          |
| 2022 | W60       | Nao Hibino Sabrina Santamaria    | Sophie Chang Katarzyna Kawa      | 6:4, 7:64         |
| 2023 | W60       |                                  |                                  | demnächst         |

## Quelle
- ITF Homepage